# 歐大旭
歐大旭（1971年—），馬來西亞華裔作家。

## 生平
歐大旭生於台北，後來跟隨家人移居吉隆坡，長大後到英国剑桥大学和華威大學修读法律。畢業後曾當過律師，不過數年後就轉職為作家。2005年，歐大旭推出處女作《和諧絲莊》，即贏得惠特貝瑞圖書獎及英聯邦作家獎小說處女作獎，其後推出《沒有地圖的世界》和《五星級億萬富翁》，當中讲述五名马来西亚华人在上海經歷的小說《五星級億萬富翁》入圍2014年布克獎的初選名單。